# ميخاليس كونستانتينو
ميخاليس كونستانتينو (بالتركية: Mihalis Konstandinu)‏ (مواليد 19 فبراير 1978 في باراليمني) لاعب كرة قدم قبرصي دولي يجيد اللعب في خط الهجوم . يلعب حاليا لصالح نادي أومونيا القبرصي منذ 2009 .

## مسيرته الكروية
لعب ميخاليس كونستانتينو خلال مسيرته الاحترافية مع 7 أندية في واحد وعشرون موسمًا وسجل خلالها 183 هدف ضمن 435 مباراة. حيث فاز في أربعة مواسم بالكأس وفي خمسة مواسم بالدوري.
خاض ميخاليس كونستانتينو مسيرته مع إينوسيس نيون باراليمني ‏ في موسم 1993–94 ليلعب معه أربعة مواسم، مشاركًا في 68 مباراة سجل خلالها 31 هدفًا. ثم انتقل إلى نادي إيراكليس في موسم 1997–98 ليلعب معه خمسة مواسم، حيث شارك في 132 مباراة سجل خلالها 64 هدفًا. لينتقل بعدها إلى نادي باناثينايكوس في موسم 2001–02 ليلعب معه أربعة مواسم، مشاركًا في 94 مباراة سجل خلالها 34 هدفًا. ثم انتقل إلى نادي أولمبياكوس في موسم 2005–06 واستمر معه طيلة ثلاثة مواسم، مشاركًا في 42 مباراة سجل خلالها 11 هدفًا. هذا وانتقل لاحقًا إلى نادي أومونيا في موسم 2008–09 واستمر معه طيلة ثلاثة مواسم، مشاركًا في 59 مباراة سجل خلالها 34 هدفًا. ثم انتقل بعدها إلى نادي أنورثوسيس فاماغوستا في موسم 2011–12 لمدة موسم واحد، مشاركًا في 21 مباراة سجل خلالها 3 أهداف. ليعود وينتقل من جديد، لكن هذه المرة إلى نادي أيل ليماسول في موسم 2012–13 لمدة موسم واحد، مشاركًا في 19 مباراة سجل خلالها 6 أهداف.

## روابط خارجية
- ميخاليس كونستانتينو على موقع الاتحاد الدولي (مؤرشف)  (الإنجليزية)
- ميخاليس كونستانتينو على موقع الاتحاد الأوربي (الإنجليزية)
- ميخاليس كونستانتينو على موقع قاعدة بيانات كرة القدم.إي يو (الإنجليزية)
- ميخاليس كونستانتينو على موقع ناشيونال فوتبول تيمز (الإنجليزية)
- ميخاليس كونستانتينو على موقع Soccerway.com (الإنجليزية)
- ميخاليس كونستانتينو على موقع عالم كرة القدم.نت (الإنجليزية)
- ميخاليس كونستانتينو على موقع AS.com (الإسبانية)